# رتسیل (واشینگتن)
رتسیل (به انگلیسی: Retsil) یک منطقهٔ مسکونی در ایالات متحده آمریکا است که در شهرستان کیتساپ، واشینگتن واقع شده‌است.